# Topologi
Topologi este o distribuție de Linux bazată pe Slackware.

## Legături externe
- Site oficial
- Topologi la SourceForge.net
- TopologiLinux la DistroWatch